# مونتاكو دريوت
مونتاكو دريوت (بالإنجليزية: Montague Druitt)‏ (و. 1857 – 1888 م) هو لاعب كريكت، ومعلم مدرسي، ومحام بالقضاء العالي  بريطاني، ولد في ویمبورن مينستر ‏، توفي في نهر التمز، عن عمر يناهز 31 عاماً ، بسبب غرق.

## التعليم
تعلم في كلية نيو كوليج، وتعلم في الهيكل الداخلي ‏، وتعلم في كلية ونشستر ‏
.